# FIBA Asia Champions Cup 2012
La FIBA Asia Champions Cup 2012 è stata la ventitreesima edizione della massima competizione continentale per club di basket dell'Asia organizzata dalla FIBA Asia, la FIBA Asia Champions Cup. Il torneo, a cui hanno preso parte 5 squadre provenienti da altrettante nazioni, si è svolto in Libano dal 15 al 22 ottobre 2012, presso la Saeb Salam Arena di Beirut dove si sono giocate tutte le partite.

## Avvenimenti
La 23ª edizione della FIBA Asia Champions Cup, era inizialmente in programma a Beirut dal 2 al 10 giugno, ma venne rinviata al 6-14 ottobre, su decisione della FIBA Asia. Varie motivazioni furono alla base della scelta: le richieste pervenute, al Consiglio centrale della FIBA Asia e al Comitato esecutivo della FIBA Asia, affinché l'evento si tenesse a settembre o ottobre per facilitare i campionati nazionali; che il calendario della ASEAN Basketball League, che era l'evento di qualificazione per il Sud-Est asiatico, si estendeva fino alla fine di giugno, quasi in concomitanza con la partenza della competizione; inoltre la Federazione Libanese cercò più tempo per rinnovare completamente l'arena di gioco della Città dello Sport di Beirut prima di ospitare l'evento.
L'evento prese il via ad ottobre ma, delle 10 squadre che avevano ottenuto la qualificazione al torneo, solo 5 decisero di prendere effettivamente parte alla competizione; molte delle squadre decisero di non partire in direzione del Libano in risposta della situazione di crescente pericolo che il paese stava vivendo, a causa dello sconfinamento della guerra civile siriana in Libano.
Il torneo, quando mancava solo la finale da essere giocata, non è stato portato mai a conclusione. Il 19 ottobre 2012 un'autobomba a Beirut uccide 8 persone incluso Wissam al-Hassan, comandante delle Forze di sicurezza interna libanese; la situazione nella capitale del Libano divenne molto incandescente con numerosi scontri nelle strade della città. Nella giornata del 22 ottobre, in cui era in programma la finale del torneo tra l'Al-Riyadi Beirut ed il Mahram Tehran, la FIBA Asia annunciò che la partita era stata rinviata a causa di motivi di sicurezza; la situazione turbolenta nella capitale libanese costrinse la Federazione asiatica a prendere la decisione di rinviare la partita ad una data successiva da stabilire. Inizialmente si pensò di giocare la partita a Dubai la settimana successiva, ma alla fine non venne mai stabilita una data e la gara non fu mai giocata. La FIBA Asia annunciò successivamente che entrambe le finaliste erano arrivate seconde a pari merito, senza nessun vincitore.

## Squadre qualificate
Secondo le regole della FIBA Asia, ogni sottozona aveva a sua disposizione uno slot di qualificazione; mentre la nazione ospitante si qualifica automaticamente. Gli altri tre posti vennero assegnati alle sottozone in base alle prestazioni nella FIBA Asia Champions Cup 2011.
| Asia Centrale (1) | Asia Orientale (1) | Golfo Persico (1+1) | Asia Meridionale (1) | Sud-Est Asiatico (1+1) | Asia Occidentale (1+1+1) |
| ----------------- | ------------------ | ------------------- | -------------------- | ---------------------- | ------------------------ |
| Belent Ashgabat   | Energy Falcons     | Al-Rayyan Doha *    | da decidere *        | Indonesia Warriors *   | Al-Riyadi Beirut         |
|                   |                    | Al-Shabab *         |                      | S. Miguel Beermen *    | Mahram Tehran            |
|                   |                    |                     |                      |                        | Duhok                    |

* Ritirate prima dell'inizio del torneo

## Gruppo Preliminare
| Squadra          | Par. | V | S | PF  | PS  | DP   | Pun. |
| ---------------- | ---- | - | - | --- | --- | ---- | ---- |
| Al-Riyadi Beirut | 4    | 4 | 0 | 400 | 221 | +179 | 8    |
| Mahram Tehran    | 4    | 3 | 1 | 393 | 277 | +116 | 7    |
| Duhok            | 4    | 2 | 2 | 290 | 326 | −36  | 6    |
| Belent Ashgabat  | 4    | 1 | 3 | 298 | 390 | −92  | 5    |
| Energy Falcons   | 4    | 0 | 4 | 249 | 416 | −167 | 4    |

## Fase Finale

### Tabellone
|  | Semifinali 20 Ottobre | Semifinali 20 Ottobre | Semifinali 20 Ottobre |                  |  | Finale 22 Ottobre          | Finale 22 Ottobre          | Finale 22 Ottobre          |  |
|  |                       |                       |                       |                  |  |                            |                            |                            |  |
|  | Al-Riyadi Beirut      | Al-Riyadi Beirut      | 116                   |                  |  |                            |                            |                            |  |
|  | Al-Riyadi Beirut      | Al-Riyadi Beirut      | 116                   |                  |  |                            |                            |                            |  |
|  | Belent Ashgabat       | Belent Ashgabat       | 65                    |                  |  |                            |                            |                            |  |
|  | Belent Ashgabat       | Belent Ashgabat       | 65                    | Al-Riyadi Beirut |  |                            |                            |                            |  |
|  |                       |                       |                       |                  |  |                            |                            |                            |  |
|  |                       |                       | Mahram Tehran         |                  |  |                            |                            |                            |  |
|  | Mahram Tehran         | Mahram Tehran         | 93                    |                  |  |                            |                            |                            |  |
|  | Mahram Tehran         | Mahram Tehran         | 93                    |                  |  |                            |                            |                            |  |
|  | Duhok                 | Duhok                 | 76                    |                  |  | Finale 3º posto 21 Ottobre | Finale 3º posto 21 Ottobre | Finale 3º posto 21 Ottobre |  |
|  | Duhok                 | Duhok                 | 76                    |                  |  |                            |                            |                            |  |
|  |                       |                       |                       |                  |  |                            |                            |                            |  |
|  |                       |                       |                       |                  |  | Belent Ashgabat            | Belent Ashgabat            | 58                         |  |
|  |                       |                       |                       |                  |  | Belent Ashgabat            | Belent Ashgabat            | 58                         |  |
|  |                       |                       |                       |                  |  | Duhok                      | Duhok                      | 73                         |  |

### Semifinali
| Arbitri: | Anton Kozlov Ahmed Ali Yaseen Al-Suwaili Amir Hossein Safarzadeh |

|                   |          |              |
| Saoud 45          | Punti    | 16 Kozlov    |
| El Turk, Arakji 7 | Assist   | 2 Akmämmedow |
| Saoud 6           | Rimbalzi | 9 Atahanow   |

| Arbitri: | Marwan Egho Yevgeniy Mikheyev Rabee Al-Masri |

|            |          |           |
| Kamrani 23 | Punti    | 17 Dartez |
| Kamrani 9  | Assist   | 2 Muayad  |
| Varda 9    | Rimbalzi | 8 Hatem   |

### Finale Terzo posto
| Arbitri: | Marwan Egho Heros Avanesian Anton Kozlov |

|                     |          |                  |
| Kozlov 18           | Punti    | 26 Gorgiss       |
| Baýryýew, Mazurow 2 | Assist   | 3 Muayad, Dartez |
| Juginisov 9         | Rimbalzi | 11 Hatem         |

### Finale
| Beirut 22 ottobre 2012, ore 17:00 UTC+8 Finale | Al-Riyadi Beirut | – | Mahram Tehran | Saeb Salam Arena |

## Classifica finale
| Posizione | Squadra          | Record |
| --------- | ---------------- | ------ |
|           | Al-Riyadi Beirut | 5–0    |
|           | Mahram Tehran    | 4–1    |
|           | Duhok            | 3–3    |
| 4°        | Belent Ashgabat  | 1–5    |
| 5°        | Energy Falcons   | 0–4    |